# Contea di Glasscock
La contea di Glasscock (in inglese Glasscock County) è una contea dello Stato del Texas, negli Stati Uniti. La popolazione al censimento del 2010 era di 1 226 abitanti. Il capoluogo di contea è Garden City. La contea è stata creata nel 1887 ed in seguito organizzata nel 1893. Il suo nome deriva da George Washington Glasscock, uno dei primi coloni della zona di Austin, Texas.

## Geografia fisica
| Anno | Popolazione | ±%     |
| ---- | ----------- | ------ |
| 1890 | 208         |        |
| 1900 | 286         | 37.5%  |
| 1910 | 1,143       | 299.7% |
| 1920 | 555         | −51.4% |
| 1930 | 1,263       | 127.6% |
| 1940 | 1,193       | −5.5%  |
| 1950 | 1,089       | −8.7%  |
| 1960 | 1,118       | 2.7%   |
| 1970 | 1,155       | 3.3%   |
| 1980 | 1,304       | 12.9%  |
| 1990 | 1,447       | 11.0%  |
| 2000 | 1,406       | −2.8%  |
| 2010 | 1,226       | −12.8% |

Secondo l'Ufficio del censimento degli Stati Uniti d'America la contea ha un'area totale di 901 miglia quadrate (2330 km²), di cui 900 miglia quadrate (2328 km²) sono terra, mentre 0,9 miglia quadrate (2,3 km², corrispondenti allo 0,1% del territorio) sono costituiti dall'acqua. Nella contea si trova anche il Spraberry Trend, il terzo giacimento di petrolio più grande degli Stati Uniti d'America.

### Strade principali
- U.S. Highway 87
- State Highway 137
- State Highway 158
- Ranch to Market Road 33

### Contee adiacenti
- Howard County (nord)
- Sterling County (est)
- Reagan County (sud)
- Midland County (ovest)
- Martin County (nord-ovest)
- Upton County (sud-ovest)

## Politica
Nelle Elezioni presidenziali negli Stati Uniti d'America del 2000 Glasscock County ha votato fortemente per i repubblicani: George Walker Bush ha ottenuto infatti il 93,1% dei voti.